# Thorvald Aadahl
Thorvald Aadahl, född 23 juli 1882 i Rødenes, Norge, död 26 mars 1962, var en norsk tidningsman och författare.

## Biografi
Aadahl växte upp på en gård och gick på en lantbruksskola i Kalnes. Han föredrog dock att arbeta som skribent, och 1906 blev han redaktör för den venstrebladet Østlandet. År 1908 flyttade han till Landmandsposten, där han från 1913 var chefredaktör. Tidningen blev då huvudorgan för norska Landmandsforbundet som Aadahl förespråkade att kunna bli ett politiskt parti.
År 1918 gjordes Landmandsposten om till dagstidning under namnet Nationen, fortfarande med Aadahl som redaktör. Aadahl hade dock en något tvetydig relation till bondepartiet, och han var delvis motståndare till målsaken (en strid om samaordning av språk och kultur i Norge) och spritförbudet. Han tog därför tidningen mer i riktning mot norska Bondeförbundet, och från 1931 blev Nationen ett officiellt organ i Bondeförbundet.
Aadahl förde tidningen i nationalistisk riktning, och hävdade att bonderörelsen var tvungen att samarbeta med högerkrafterna för att avvärja socialism. Han övertalade Peder Kolstad att ta in Vidkun Quisling i bondepartiregeringen 1931, och i konflikten mellan Quisling och Jens Hundseid stödde Aadahl Quisling.
Nationen fortsatte att komma ut de första efterkrigsåren under Aadahls ledning innan han lämnade verksamheten 1942. Efter kriget åtalades han för förräderi, men friades av Högsta domstolen 1948.
Efter att han 1942 lämnat det politiska och publicistiska livet skrev han flera skådespel som uppförts med framgång. Han har också skrivit romanerna Gaardsklokken (1941) och Efterklangen (1946) med motiv från östnorskt småstadsliv från tiden före första världskriget. 